# Psychologie mathématique
La psychologie mathématique est une approche de la recherche psychologique basée sur la modélisation mathématique des processus perceptifs, cognitifs et moteurs, et sur l'établissement de règles qui relient les caractéristiques de stimulus quantifiables à un comportement quantifiable. L'approche mathématique est utilisée dans le but de dériver des hypothèses plus exactes et de produire ainsi des validations empiriques plus strictes. Le comportement quantifiable est en pratique souvent constitué par la performance de la tâche.
Comme la quantification du comportement est fondamentale dans ce domaine, la théorie de la mesure est un sujet central en psychologie mathématique. La psychologie mathématique est donc étroitement liée à la psychométrie. Cependant, alors que la psychométrie s'intéresse aux différences individuelles (ou à la structure de la population) d'un point de vue essentiellement statique, la psychologie mathématique met l'accent sur les modèles de processus perceptifs, cognitifs et moteurs déduits de « l'individu moyen ». De plus, alors que la psychométrie étudie la structure de dépendance stochastique entre variables observées dans la population, la psychologie mathématique se concentre presque exclusivement sur la modélisation des données issues des paradigmes expérimentaux et est donc plus proche de la psychologie expérimentale/ psychologie cognitive. Comme les neurosciences computationnelles et l'économétrie, la théorie de la psychologie mathématique utilise souvent l'optimalité statistique comme principe directeur, en supposant que le cerveau humain a évolué pour résoudre les problèmes de manière optimisée. Les thèmes centraux de la psychologie cognitive, la capacité de traitement limitée ou illimitée, le traitement en série ou parallèle, etc., et leurs implications, sont essentiels dans l'analyse rigoureuse de la psychologie mathématique. Les psychologues mathématiciens sont actifs dans de nombreux domaines de la psychologie, notamment en psychophysique, sensation et perception, résolution de problèmes, prise de décision, apprentissage, mémoire et langage, collectivement connus sous le nom de psychologie cognitive, ainsi que l'analyse quantitative du comportement mais aussi, par exemple, en psychologie clinique, en psychologie sociale et en psychologie de la musique.

## Histoire

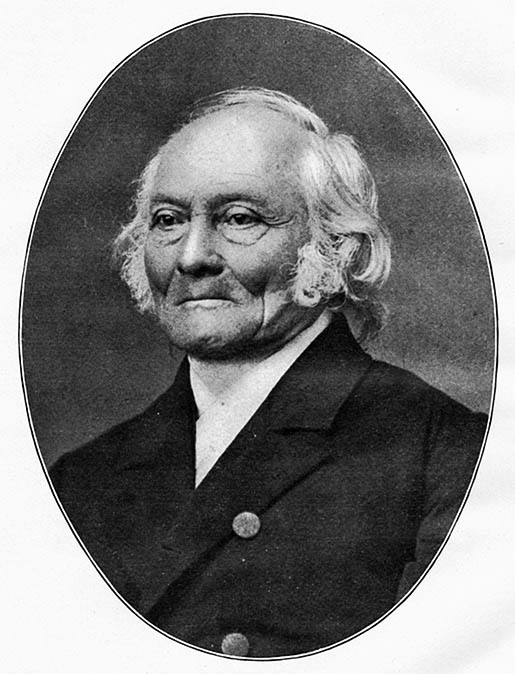
Ernst Heinrich Weber, pionnier de l'approche mathématique dans l'étude sur la psychologie.

La modélisation mathématique en psychologie a débuté au XIXe siècle avec Ernst Weber (1795-1878) et Gustav Fechner (1801-1887), qui ont été parmi les premiers à appliquer avec succès la technique mathématique des équations fonctionnelles de la physique aux processus psychologiques. Ils ont ainsi établi les domaines de la psychologie expérimentale en général, et celui de la psychophysique en particulier.
Les chercheurs en astronomie au XIXe siècle ont cartographié les distances entre les étoiles en indiquant l'heure exacte du passage d'une étoile d'un réticule sur un télescope. Faute d'instruments d'enregistrement automatique de l'ère moderne, ces mesures de temps reposaient entièrement sur la vitesse de réaction humaine. Il avait noté qu'il y avait de petites différences dans les temps mesurés par différents astronomes, et ceux-ci ont été d'abord étudiés par l'astronome allemand Friedrich Bessel (1782-1846). Bessel a construit des équations à partir de mesures de la vitesse de réaction qui annuleraient les différences individuelles par rapport aux calculs astronomiques. Indépendamment, le physicien Hermann von Helmholtz a mesuré les temps de réaction pour déterminer la vitesse de conduction nerveuse.
Ces deux lignes de travail ont été réunies dans la recherche du physiologiste néerlandais F. C. Donders et de son élève J.J. de Jaager, qui ont reconnu le potentiel des temps de réaction pour quantifier plus ou moins objectivement la quantité de temps nécessaire aux opérations mentales élémentaires. Donders a usé de sa chronométrie mentale pour déduire scientifiquement les éléments de l'activité cognitive complexe en mesurant le temps de réaction simple.

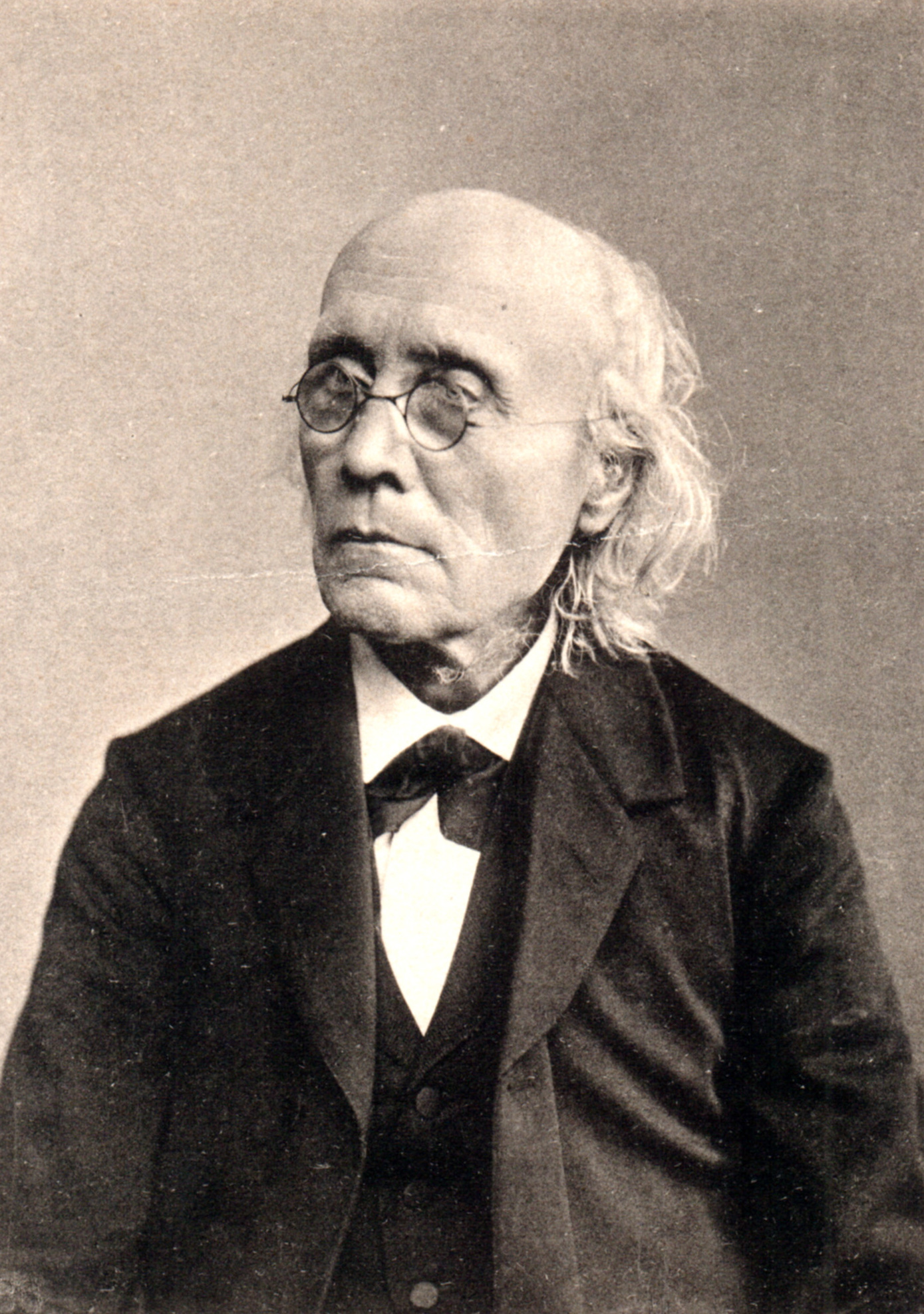
Gustav Fechner.

Le premier laboratoire psychologique a été établi en Allemagne par Wilhelm Wundt, qui a amplement utilisé les idées de Donders. Cependant, les résultats provenant du laboratoire étaient difficiles à reproduire, ce qui fut bientôt attribué à la méthode d'introspection introduite par Wundt. Certains des problèmes résultent des différences individuelles de vitesse de réponse trouvées par les astronomes. Bien que Wundt n'ait pas semblé s'intéresser à ces variations individuelles, et se soit concentré sur l'étude de l'esprit humain, son étudiant américain, James McKeen Cattell, a été fasciné par ces différences, et a commencé à travailler dessus pendant son séjour en Angleterre.
L'échec de la méthode d'introspection de Wundt a conduit à l'émergence de différentes écoles de pensée. Le laboratoire de Wundt était orienté vers l'expérience humaine consciente, en accord avec le travail de Fechner et Weber sur l'intensité des stimuli. Au Royaume-Uni, sous l'influence des développements anthropométriques conduits par Francis Galton, l'intérêt s'est porté sur les différences individuelles entre humains sur des variables psychologiques, en ligne avec le travail de Bessel. Cattell adopta bientôt les méthodes de Galton et contribua à jeter les bases de la psychométrie.

### XXesiècle
Aux États-Unis, le behaviorisme est apparu en opposition à l'introspectionnisme et à la recherche sur le temps de réaction associé, et il a complètement transformé la recherche psychologique en théorie de l'apprentissage. En Europe, l'introspection a survécu à la psychologie de la forme. Le béhaviorisme a dominé la psychologie américaine jusqu'à la fin de la Seconde Guerre mondiale et s'est abstenu d'inférer les processus mentaux. Les théories formelles étaient pour la plupart absentes (sauf pour la vision et l'ouïe).
Pendant la guerre, les développements dans l'ingénierie, la logique mathématique, la théorie de la calculabilité, l'informatique, les mathématiques, et le militaire ont besoin de comprendre les performances et les limites humaines, réunissant psychologues expérimentaux, mathématiciens, ingénieurs, physiciens et économistes. De ce mélange de différentes disciplines, la psychologie mathématique est née. En particulier, les développements dans le traitement du signal, la théorie de l'information, les systèmes linéaires et la théorie des filtres, la théorie des jeux, les processus stochastiques et la logique mathématique ont eu une grande influence sur la pensée psychologique,.
Deux articles importants sur la théorie de l'apprentissage dans Psychological Review ont aidé à établir le champ d'étude, dans un monde qui était encore dominé par les béhavioristes: Un article de Bush et Mosteller a incité l'approche de l'opérateur linéaire à apprendre, et un article par Estes qui a initié la tradition d'échantillonnage de stimulus dans la théorisation psychologique. Ces deux articles ont présenté les premiers comptes rendus détaillés de données issues d'expériences d'apprentissage.
Les années 1950 ont vu une forte augmentation des théories mathématiques des processus psychologiques, y compris l'axiome du choix de Luce, l'introduction de Tanner et Swets de la théorie de traitement du signal pour la détection de stimulation humaine, et l'approche de Miller pour le traitement de l'information. 
À la fin des années 1950, le nombre de psychologues en mathématiques a été multiplié par plus de dix, sans compter les psychométriciens. La plupart d'entre eux étaient concentrés à l'Indiana University, au Michigan, en Pennsylvanie et à Stanford,. Certains d'entre eux étaient régulièrement invités par les États-Unis, pour enseigner dans des ateliers d'été en mathématiques pour les chercheurs en sciences sociales à l'Université de Stanford, et ainsi promouvoir la collaboration.
Pour mieux définir le champ de la psychologie mathématique, les modèles mathématiques des années 1950 ont été rassemblés dans une suite de volumes édités par Luce, Bush et Galanter: Deux livres et trois manuels. Cette série de volumes s'est avérée utile pour le développement du domaine. Au cours de l'été 1963, on avait besoin d'un journal pour les études théoriques et mathématiques dans tous les domaines de la psychologie, à l'exclusion du travail principalement analytique. Une initiative menée par R. C. Atkinson, R. R. Bush, W. K. Estes, R. D. Luce, et P. Suppes  donné lieu à la parution du premier numéro du Journal of Mathematical Psychology (en) en janvier 1964.
Sous l'influence des développements de l'informatique, de la logique et de la théorie des langages, dans les années 1960, la modélisation s'est orientée vers des mécanismes et des dispositifs computationnels. Des exemples de ces derniers constituent des architectures dites cognitives (par exemple, des systèmes de règles de production, ACT-R) ainsi que des systèmes connexionnistes ou des réseaux de neurones.
Alors que les trois premières lois (loi de Weber, loi de Ekman et loi de Stevens) sont toutes de nature déterministe, les relations établies plus tard sont plus fondamentalement stochastiques (Loi de Thurstone, théorie de la détection du signal, etc).

## Psychologues mathématiques influents
- John Anderson
- Richard C. Atkinson
- William H.Batchelder
- Jerome R. Busemeyer
- Hans Colonius
- C. H. Coombs
- Robyn Dawes
- Ehtibar Dzhafarov
- William Kaye Estes
- Jean-Claude Falmagne
- B. F. Green
- Daniel Kahneman
- Roger E. Kirk
- D. H. Krantz
- D. R. J. Laming
- R. Duncan Luce
- David Marr
- James L. McClelland
- Jeff Miller
- Jay Myung
- Louis Narens
- Allen Newell
- Robert M. Nosofsky
- Roger Ratcliff
- David E. Rumelhart
- Herbert A. Simon
- Roger Shepard
- Richard Shiffrin
- Stanley S. Stevens
- George Sperling
- Saul Sternberg
- Patrick Suppes
- John A. Swets
- Joshua Tenenbaum
- James T. Townsend
- Louis L. Thurstone
- Amos Tversky
- Rolf Ulrich
- Dirk Vorberg
- Eric-Jan Wagenmakers
- Thomas D. Wickens

## Modèles et théories importantes

### Sensation, perception, et psychophysique
- Loi de Stevens[8]
- Loi de Weber–Fechner

### Détection de stimulus et discrimination
- Théorie du signal de détection

### Identification de Stimulus
- Modèles d'accumulateur
- Modèles de diffusion
- Modèles de marche aléatoire
- Modèles de renouvellement

### Décision simple
- Modèle cascade
- Modèle de recrutement
- SPRT (en)
- Théorie du champ de décision (en)

### Temps de réponse d'erreur
- Modèle de suggestion rapide

### Effets séquentiels
- Modèle d'opérateur linéaire

### Apprentissage
- Modèle d'opérateur linéaire
- Théorie de l'apprentissage stochastique

### Théorie de la mesure
- Théorie de la mesure conjointe (en)

## Journaux et organisations
Les revues centrales sont le Journal of Mathematical Psychology (en) et le British Journal of Mathematical and Statistical Psychology (en). Il y a trois conférences annuelles dans ce domaine, la Society for Mathematical Psychology aux États-Unis, du European Mathematical Psychology Group (en) en Europe et l'Australasian Mathematical Psychology.